# Kuglhof (Hohenfels)
Kuglhof ist ein Gemeindeteil des Marktes Hohenfels im Landkreis Neumarkt in der Oberpfalz in Bayern.

## Geographische Lage
Kuglhof liegt im oberpfälzischen Jura der Südlichen Frankenalb etwa 5 km westlich von Hohenfels auf ca. 533 m ü. NHN zwischen den Erhebungen Platte (576 m ü. NHN) im Nordosten und Adamsberg (555 m ü. NHN) im Süden. Die Einöde erreicht man von Hitzendorf aus über Gemeindeverbindungsstraße, die über Röschenberg zum Kuglhof führt.

## Geschichte
Der Ortsname erscheint erstmals 1858. Die Einöde war der Gemeinde Raitenbuch zugeordnet, die zum 1. Mai 1978 nach Hohenfels eingemeindet wurde.

### Gebäude- und Einwohnerzahl
- 1861: 8 Einwohner[3]
- 1871: 7 Einwohner, 2 Gebäude, an Großviehbestand 1873 4 Stück Rindvieh[4]
- 1900: 3 Einwohner, 1 Wohngebäude[5]
- 1913: 4 Einwohner[6]
- 1925: 6 Einwohner, 1 Wohngebäude[7]
- 1950: 8 Einwohner, 1 Wohngebäude[8]
- 1970: 3 Einwohner[9]
- 1987: 1 Einwohner, 1 Wohngebäude, 1 Wohnung[1]

Heute sind 3 Wohnhäuser mit Hausnummern gekennzeichnet. 

### Kirchliche Verhältnisse
Der Kuglhof gehört zur 6 km entfernten katholischen Pfarrei Hohenfels, wohin die Kinder im 19. Jahrhundert zur katholischen Schule gingen; um 1900/1925 besuchten sie die katholische Schule im 2 km entfernten Hörmannsdorf.